# Scandal Sheet
Pour plus de détails, voir Fiche technique et Distribution.
Scandal Sheet est un film américain réalisé par John Cromwell, sorti en 1931.

## Synopsis
Le rédacteur en chef d'un journal, Mark Flint, ne se soucie que de rapporter un scoop à tout prix même si cela peut nuire à des personnes. Il aime beaucoup sa femme, Edith, mais ignore qu'elle se lasse de vivre avec lui et entretient une liaison extra conjugale avec Noel Adams, un banquier. Ce dernier donne un délai de 24 heures à Edith pour quitter son mari ou mettre fin à leur relation. Il réserve une cabine sur un bateau à vapeur et fait ses valises. Mais après le début d'une crise qui pourrait ruiner sa banque, Flint enquête en confrontant Adams chez lui et voyant ses bagages, croit à tort que le banquier fuit le pays. Il publie alors l'histoire sans donner à Adams une chance de s'expliquer.
Bien que ses coups journalistiques plaisent à Franklin, le propriétaire du journal, Flint est prêt à publier une photo qui blesserait un collègue. Franklin lui montre ensuite une photo de sa femme et Adams ensemble. Fou de rage, Flint assassine Adams et se rend à la police avant d'être emprisonné à Sing Sing, où il finit par diriger le journal de la prison.

## Fiche technique
- Titre : Scandal Sheet
- Réalisation : John Cromwell
- Scénario : Oliver H.P. Garrett, Vincent Lawrence et Max Marcin
- Photographie : David Abel
- Société de production : Paramount Pictures
- Pays d'origine : États-Unis
- Format : Noir et blanc
- Genre : drame
- Durée : 77 minutes
- Date de sortie : 1931

## Distribution
- George Bancroft : Mark Flint
- Kay Francis : Edith Flint
- Clive Brook : Noel Adams
- Regis Toomey : Regan
- Lucien Littlefield : Charles McCloskey
- Gilbert Emery : Franklin
- Harry Beresford : Egbert Bertram Arnold
- Mary Foy : Mme Wilson
- Jackie Searl : Little Wilson Boy
- Fred Kelsey : Détective Vincent Molloy